# Campeonato Sudamericano de Baloncesto Juvenil Femenino de 2004
El Campeonato Sudamericano de baloncesto Juvenil Femenino de 2004 corresponde a la XII edición del Campeonato Sudamericano de Baloncesto Juvenil Femenino, que es organizado por FIBA Américas. Fue disputado en la provincia de Quillacollo, en el partamento de Cochabamba Bolivia entre el 29 de junio y el 3 de julio de 2004 y clasificó a tres equipos al Fiba Americas Femenino Sub-18 2005.

## Grupo único
|   | Equipo    | Pts | J | G | P | PF  | PC  | Dif  |
| - | --------- | --- | - | - | - | --- | --- | ---- |
| 1 | Brasil    | 10  | 5 | 5 | 0 | 428 | 273 | 157  |
| 2 | Argentina | 9   | 5 | 4 | 1 | 347 | 245 | 102  |
| 3 | Venezuela | 7   | 5 | 2 | 3 | 335 | 357 | -22  |
| 4 | Bolivia   | 7   | 5 | 2 | 3 | 303 | 339 | -36  |
| 5 | Perú      | 7   | 5 | 2 | 3 | 259 | 324 | -65  |
| 6 | Paraguay  | 5   | 5 | 0 | 5 | 243 | 390 | -147 |

| 29 de junio, 16:00    | Brasil                | 86 - 58               | Paraguay    |  |
| Reporte               |                       |                       |             |  |
| Parciales: -, -, -, - | Parciales: -, -, -, - | Parciales: -, -, -, - | Quillacollo |  |

| 29 de junio, 18:00    | Bolivia               | 69 - 46               | Perú        |  |
| Reporte               |                       |                       |             |  |
| Parciales: -, -, -, - | Parciales: -, -, -, - | Parciales: -, -, -, - | Quillacollo |  |

| 29 de junio, 20:00    | Argentina             | 62 - 52               | Venezuela   |  |
| Reporte               |                       |                       |             |  |
| Parciales: -, -, -, - | Parciales: -, -, -, - | Parciales: -, -, -, - | Quillacollo |  |

| 30 de junio, 16:00    | Brasil                | 89 - 51               | Perú        |  |
| Reporte               |                       |                       |             |  |
| Parciales: -, -, -, - | Parciales: -, -, -, - | Parciales: -, -, -, - | Quillacollo |  |

| 30 de junio, 18:00    | Venezuela             | 87 - 63               | Paraguay    |  |
| Reporte               |                       |                       |             |  |
| Parciales: -, -, -, - | Parciales: -, -, -, - | Parciales: -, -, -, - | Quillacollo |  |

| 30 de junio, 20:00    | Bolivia               | 54 - 73               | Argentina   |  |
| Reporte               |                       |                       |             |  |
| Parciales: -, -, -, - | Parciales: -, -, -, - | Parciales: -, -, -, - | Quillacollo |  |

| 1 de julio, 16:00     | Argentina             | 50 - 34               | Perú        |  |
| Reporte               |                       |                       |             |  |
| Parciales: -, -, -, - | Parciales: -, -, -, - | Parciales: -, -, -, - | Quillacollo |  |

| 1 de julio, 18:00     | Bolivia               | 67 - 48               | Paraguay    |  |
| Reporte               |                       |                       |             |  |
| Parciales: -, -, -, - | Parciales: -, -, -, - | Parciales: -, -, -, - | Quillacollo |  |

| 1 de junio, 20:00     | Brasil                | 92 - 51               | Venezuela   |  |
| Reporte               |                       |                       |             |  |
| Parciales: -, -, -, - | Parciales: -, -, -, - | Parciales: -, -, -, - | Quillacollo |  |

| 2 de junio, 16:00     | Argentina             | 95 - 30               | Paraguay    |  |
| Reporte               |                       |                       |             |  |
| Parciales: -, -, -, - | Parciales: -, -, -, - | Parciales: -, -, -, - | Quillacollo |  |

| 2 de junio, 18:00     | Bolivia               | 46 - 96               | Brasil      |  |
| Reporte               |                       |                       |             |  |
| Parciales: -, -, -, - | Parciales: -, -, -, - | Parciales: -, -, -, - | Quillacollo |  |

| 2 de junio, 20:00     | Perú                  | 73 - 72               | Venezuela   |  |
| Reporte               |                       |                       |             |  |
| Parciales: -, -, -, - | Parciales: -, -, -, - | Parciales: -, -, -, - | Quillacollo |  |

| 3 de junio, 16:00     | Perú                  | 55 - 44               | Paraguay    |  |
| Reporte               |                       |                       |             |  |
| Parciales: -, -, -, - | Parciales: -, -, -, - | Parciales: -, -, -, - | Quillacollo |  |

| 3 de junio, 18:00     | Bolivia               | 67 - 73               | Venezuela   |  |
| Reporte               |                       |                       |             |  |
| Parciales: -, -, -, - | Parciales: -, -, -, - | Parciales: -, -, -, - | Quillacollo |  |

| 3 de junio, 20:00     | Brasil                | 75 - 67               | Argentina   |  |
| Reporte               |                       |                       |             |  |
| Parciales: -, -, -, - | Parciales: -, -, -, - | Parciales: -, -, -, - | Quillacollo |  |

| Brasil         |
| Campeón Brasil |
| Octavo Título  |

## Clasificación
| Posición | Equipo    |
| -------- | --------- |
| 1        | Brasil    |
| 2        | Argentina |
| 3        | Venezuela |
| 4        | Bolivia   |
| 5        | Perú      |
| 6        | Paraguay  |

## Clasificados al FIBA Américas Femenino Sub-18 2005
| Bandera de Brasil | Bandera de Argentina | Bandera de Venezuela |
| Brasil            | Argentina            | Venezuela            |
| ----------------- | -------------------- | -------------------- |